# 刀螳属
刀螳属（学名：Machairima）是矮螳科的一属。

## 下属物种
本属包括以下物种：
- Machairima papua Beier, 1965